# Bieśno
Bieśno – część wsi Łebieniec w Polsce, położona w województwie pomorskim, w powiecie lęborskim, w gminie Wicko. Wchodzi w skład sołectwa Łebieniec.
W latach 1975–1998 Bieśno administracyjnie należało do województwa słupskiego.